# Шереметева, Екатерина Павловна
Графиня Екатери́на Па́вловна Шереме́тева (урождённая княжна Вя́земская; 20 сентября 1849 — 24 января 1929) — фрейлина, статс-дама (1912). Основательница и член Общества любителей древней письменности. Основательница естественно-исторического музея в усадьбе Михайловское. Кавалерственная дама ордена Святой Екатерины.

## Биография
Княжна Екатерина Павловна родилась 20 сентября 1849 года и была старшей дочерью князя Павла Петровича Вяземского и его супруги Марии Аркадьевны, урождённой Столыпиной. Её отец был сыном князя П. А. Вяземского — близкого друга А. С. Пушкина. В детстве Павел неоднократно встречался с поэтом в доме родителей. Получив блестящее образование, Вяземский поступил на службу в Министерство иностранных дел, где работал в составе русских дипломатических миссий. Мария Аркадьевна была старшей дочерью декабриста и литератора Аркадия Алексеевича Столыпина, родного брата Е. А. Арсеньевой, бабушки Лермонтова. С детства она также была окружена интересными людьми, которые дружили с её отцом и дедом: Н. М. Карамзин, В. К. Кюхельбекер,
А. С. Грибоедов, К. Ф. Рылеев.
Детство маленькой Кати прошло при императорском дворе. В 1857 году Вяземские вернулись в Петербург, и Мария Аркадьевна была пожалована фрейлиной к императрице Марии Александровне, а её младшие дочери — Екатерина и Александра — дружили и обучались вместе с великой княжной Марией. Много времени семья проводила в имении Остафьево. В одном из писем Катя сообщала «милому Папа»: «У нас есть свои садики, то есть две грядки с цветами, а вокруг дорожки… Посылаю вам цветочек из моего сада, он Иван-да-Марья».
Пётр Андреевич Вяземский посвятил одно из стихотворений любимой внучке.
В те дни, возлюбленная внучка,

Когда хандра на ум найдёт

И память обо мне, как тучка,

По небу твоему мелькнёт —

Быть может, думою печальной

Прогулку нашу вспомнишь ты,

И Леман яхонтно-зерцальный,

И разноцветных гор хребты,

Красивой осени картину,

Лазурь небес и облака,

Мою заветную рябину,

А с ней и деда-старика.
Повзрослев, Екатерина Павловна помогала своему отцу в создании Общества любителей древней письменности, где заведовала отделом «учебников и отдельных листов».Так же она увлекалась рисованием.
В церкви села Останкино 30 июня 1868 года княжна Екатерина Павловна Вяземская обвенчалась с графом Сергеем Дмитриевичем Шереметевым, сыном графа Дмитрия Николаевича Шереметева и графини Анны Сергеевны, урождённой Шереметевой.

### Общественная деятельность

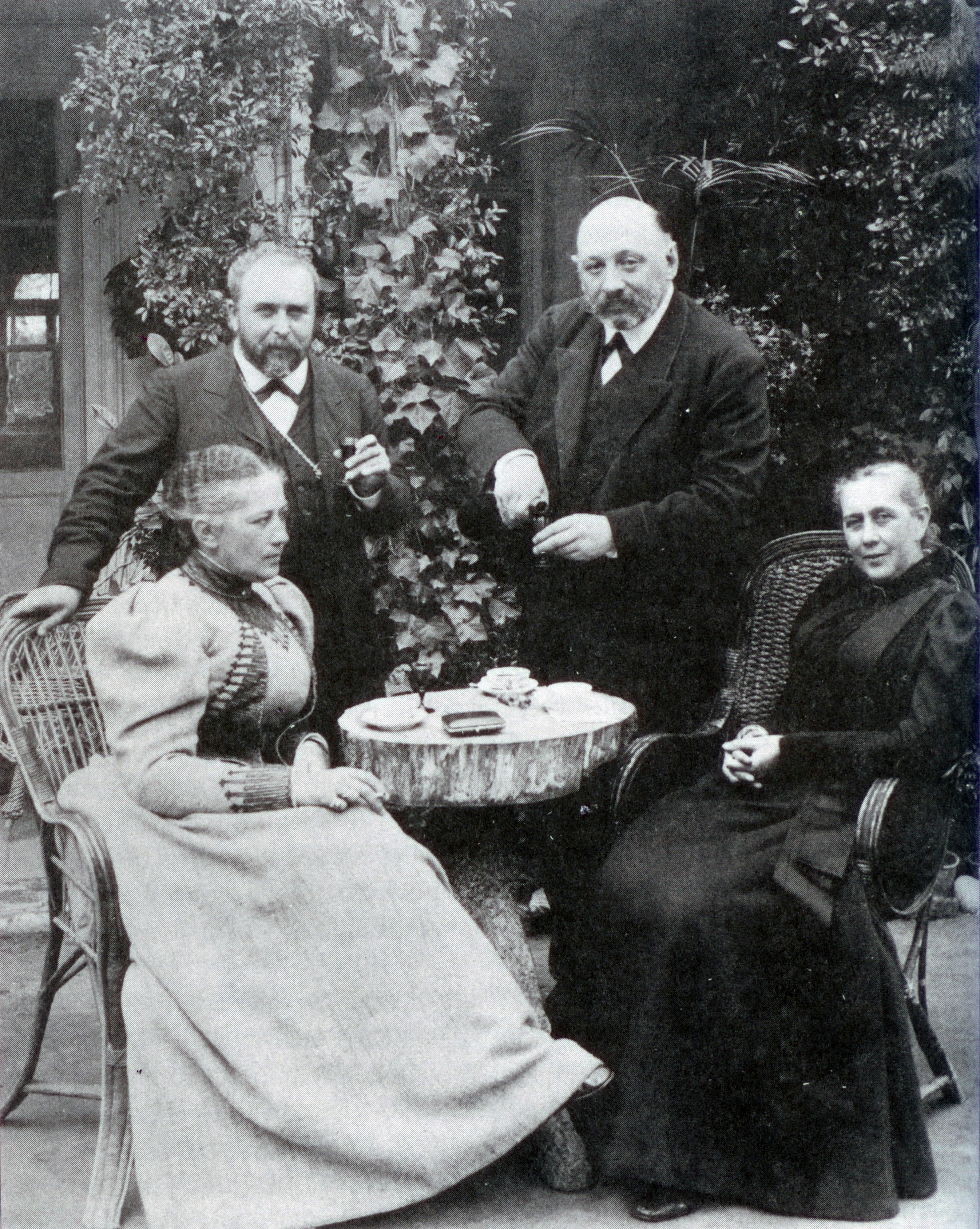
Екатерина Павловна с мужем Сергей Дмитриевичем Шереметевым (слева), с сестрой Александрой и её мужем Д.С. Сипягиным. 1897г.

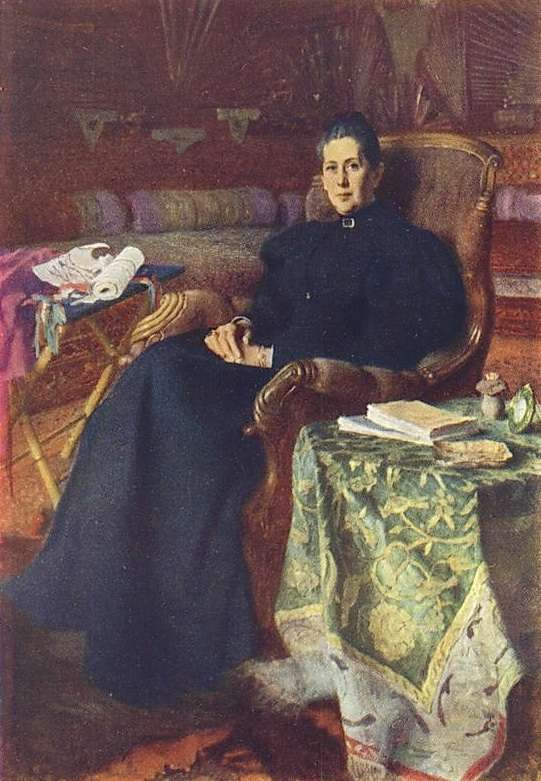
Николай Богданов-Бельский. Портрет Шереметевой, 1898.

В своем подмосковном имении Михайловском Подольского уезда Екатерина Павловна создала естественно-исторический музей. С. Д. Шереметев писал: «…с 1895 года основался естественно-исторический музей трудами хозяйки дома». Ф. В. Бухгольц отмечал: 
Естественно-исторические коллекции, хранящиеся в с. Михайловском Подольского уезда Московской губернии, собраны графиней Екатериной Павловной Шереметевой с целью составить небольшой местный музей. Они будут дополнены со временем и могут, таким образом, принести некоторую пользу при изучении нашей отечественной флоры и фауны. Именно то обстоятельство, что здесь будут собраны преимущественно представители местной флоры и местной фауны, придает этим частным коллекциям некоторый научный интерес. Поэтому можно считать весьма удачною мысль графини Екатерины Павловны устроить такого рода музей, и было бы только желательно, чтобы в России было больше любителей природы, готовых таким же образом принести свою долю пользы познанию природы своего отечества.
Рядом с музеем располагался Михайловский ботанический сад, состоявший из двух частей. В первой части располагались грядки, где летом собирался живой материал. Вторая часть состояла из клумб с высаженными растениями по семействам. В музее была организована библиотека, наполненная книгами по естественной истории на русском и английском языках. В 1921 году часть библиотеки сельскохозяйственной направленности составила основу библиотеки Московского областного музея.
Екатерина Павловна состояла в переписке со многими учёными того времени: профессором зоологии Императорского Московского университета Н. Ю. Зографом, с членом-корреспондентом Императорской академии наук, членом Парижского географического общества О. А. Федченко и другими, а также с преподавателями крупнейших университетов (Московского, Санкт-Петербургского, Харьковского и др.), членами общественных организаций и государственных учреждений (Санкт-Петербургский зоологический музей, Киевские женские курсы, Тульская энтомологическая станция, Минская земельная управа, Общество любителей естествознания при Московском сельскохозяйственном институте, Одесская библиотека и т. п.), изданиями, с сотрудниками Санкт-Петербургского императорского ботанического сада, а также с учеными Императорского Никитского ботанического сада в Крыму. 
Продолжив дело своей матери, Екатерина Павловна активно занималась благотворительной деятельностью. На её средства была открыта библиотека в Странноприимном доме в Москве. Она организовывала работу Российского общества Красного Креста во время русско-японской войны 1904—1905 гг; являлась действительным членом Православного миссионерского общества и членом Общества акклиматизации животных, почётным председателем Общества развития кустарных промыслов в Подольском уезде Московской губернии; попечительницей: богадельни в селе Кусково, яслей, церковно-приходских школ в селах Плескове и Михайловском Московской губернии. На деньги графини Шереметевой были организованы ряд экспедиций и изданы несколько книг.
В 1898 году Екатерина Павловна с мужем выкупила у брата Петра Павловича Вяземского (1754—1931) усадьбу Остафьево и устроили там музей А. С. Пушкина. В 1911 и 1913 годах в усадебном парке они установили памятники Н. М. Карамзину и трём поэтам: П. А. Вяземскому, А. С. Пушкину и В. А. Жуковскому.

### Последние годы
Автор мемуаров Татьяна Александровна Аксакова-Сиверс, встречавшаяся с графиней Шереметевой в 1904 году, так описывала её:
Гр. Екатерине Павловне в ту пору было за пятьдесят лет, и она одевалась уже «по-старушечьи». Я всегда видела её в костюме английского покроя, цвет которого менялся в зависимости от случая. Безупречно красивые черты её лица, высокая, плотная, несколько сутуловатая фигура и спокойные без всякой аффектации манеры производили впечатление благородства и простоты. Из разговоров у Сухаревой можно было понять, что роль Екатерины Павловны в семье была пассивной и что воля её в большинстве случаев подавлялась бурным и деспотическим нравом её мужа.
Послереволюционные годы стали самыми тяжелыми в жизни графини Шереметевой: были арестованы и вскоре расстреляны оба её зятя, подвергались арестам родственники и друзья семьи. В декабре 1918 года скончался её муж, и Екатерина Павловна была вынуждена жить в семье сына Павла Сергеевича, который был назначен заведующим музеем-усадьбой «Остафьево», бывшим имением Вяземских.
Екатерина Павловна Шереметева умерла 24 января 1929 года и была похоронена у стен церкви Святой Троицы в Остафьево.

## Дети
В браке родились:
- Дмитрий (1869—1943) — женат на графине Ирине Илларионовне Воронцовой-Дашковой (1872—1959),
- Павел (1871—1943) — женат с 1921 года на княжне Прасковье Васильевне Оболенской,
- Борис (1872—1946? (по др.источникам — 1952) — женат на баронессе Марии-Луизе-Маргарите фон Гебль (1880—1941),
- Анна (1873—1943) — жена с 1894 года Александра Петровича Сабурова (1870—1919; расстрелян большевиками),
- Пётр (1876—1914) — женат с 1900 года на Елене Борисовне Мейендорф (1881—1966),
- Сергей (1878—1942)
- Мария (1880—1945) — жена с 1900 года графа Александра Васильевича Гудовича (1869—1919; расстрелян большевиками),
- Екатерина (1880—1880),
- Василий (1882—1883).

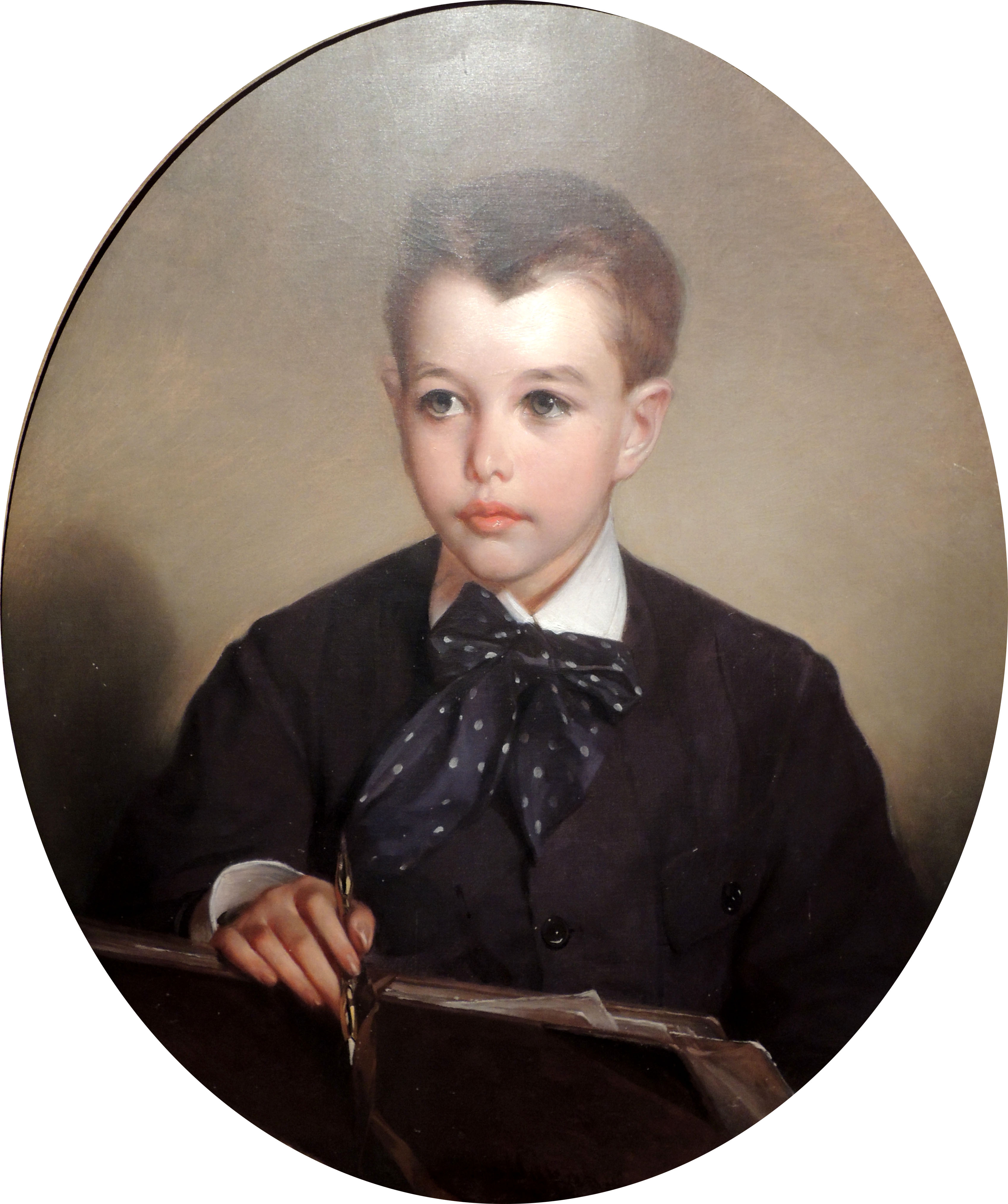
Портрет графа Павла Сергеевича Шереметева в детстве, 1880-е
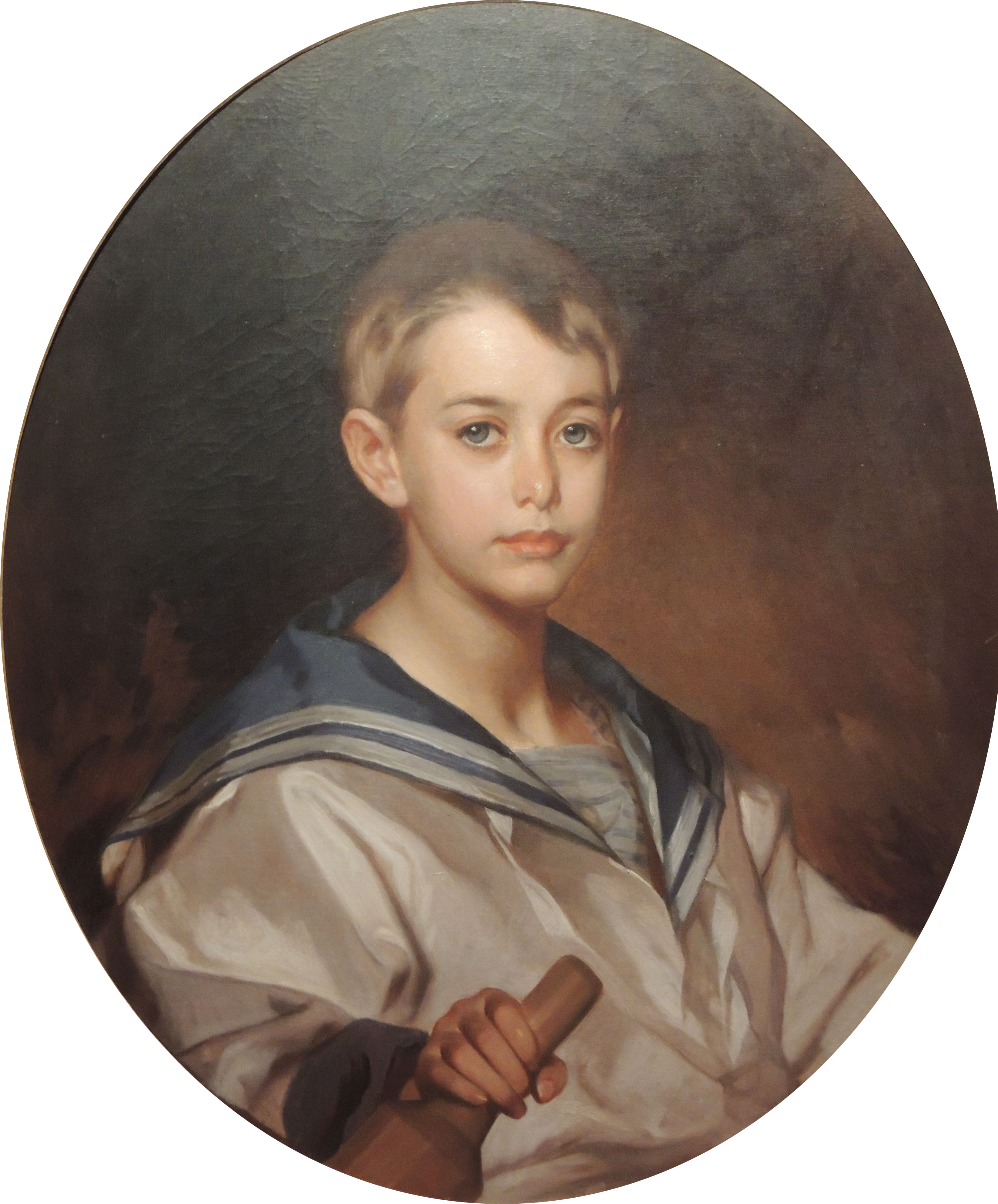
Иван Макаров. Портрет графа Б.С. Шереметева в детстве, 1880-е
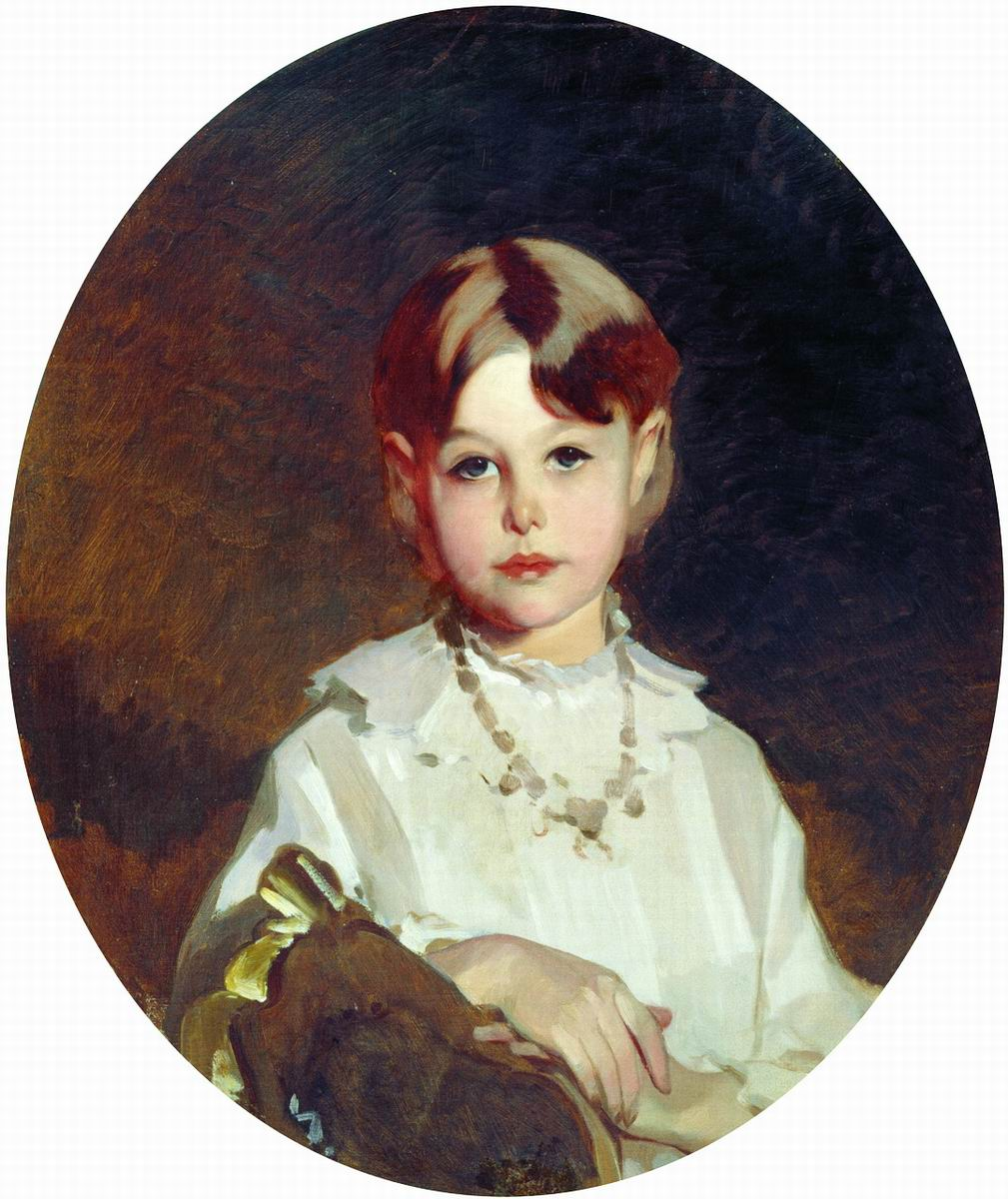
Портрет графини А.С. Шереметевой в детстве, 1880-е
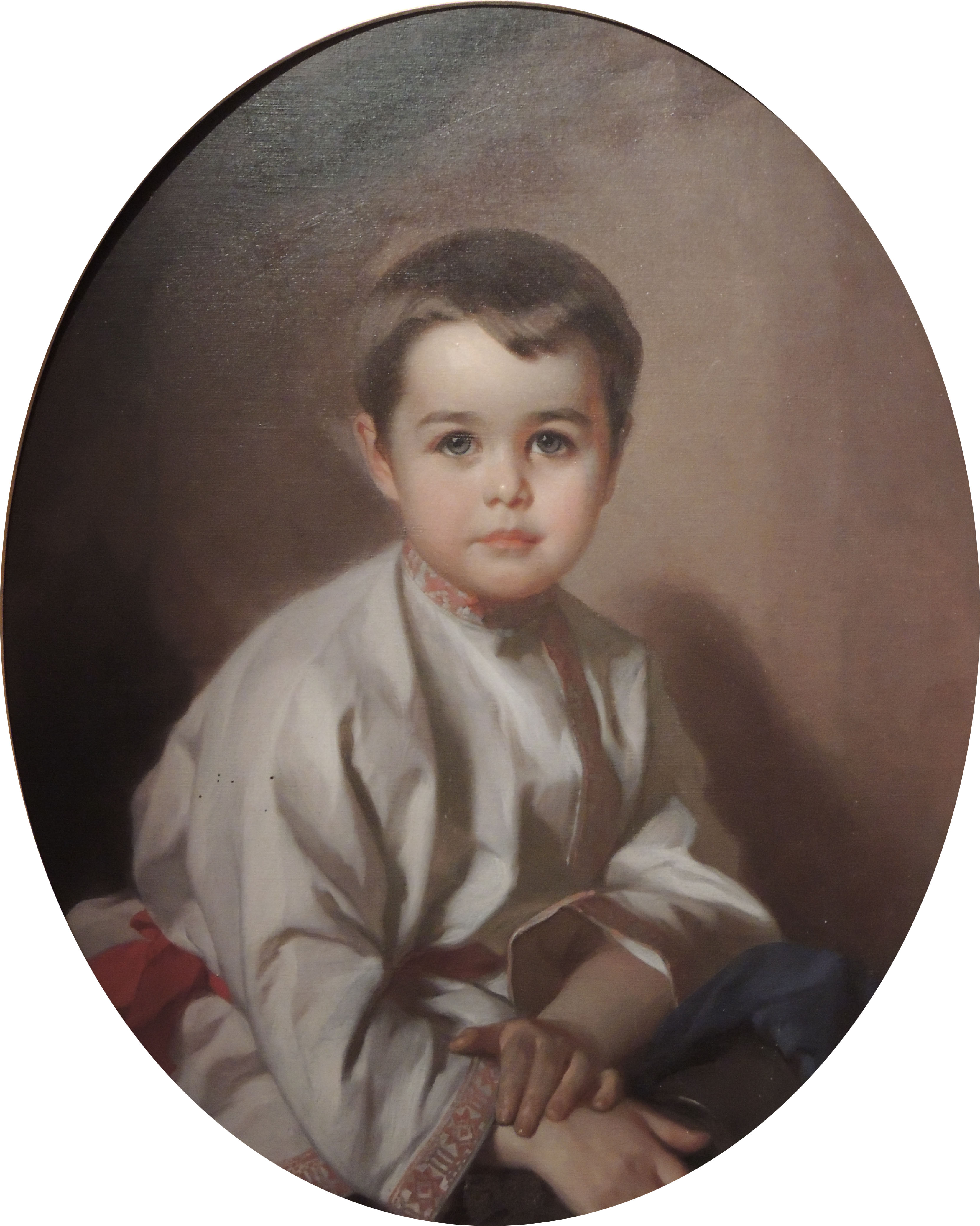
Портрет графа Петра Сергеевича Шереметева в детстве, 1880-е
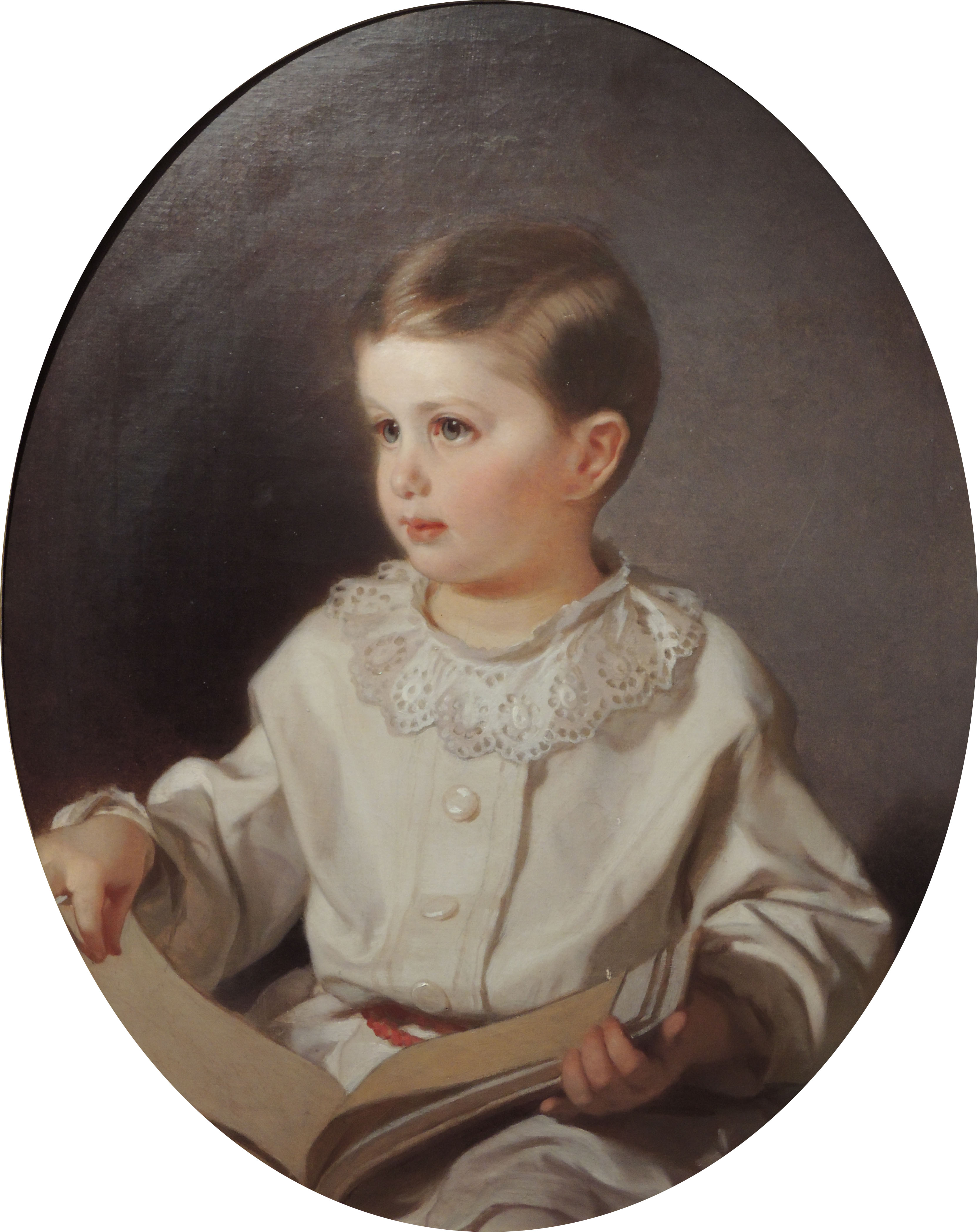
С.С. Шереметев
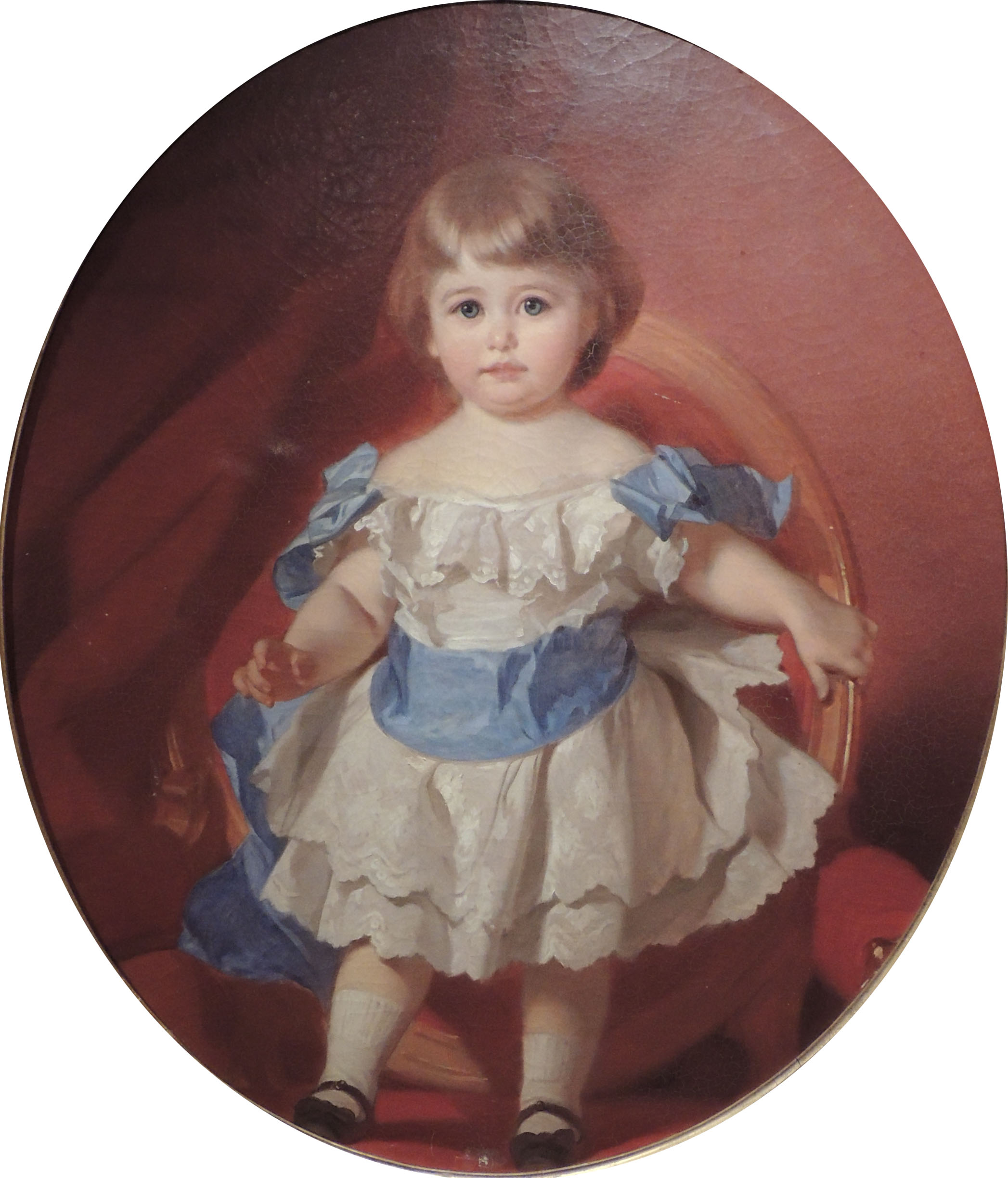
Портрет графини М.С. Шереметевой в детстве (в замужестве Гудович)

## Награды
- Орден Святой Екатерины 2 степени[5]
- Знак Красного Креста (за организацию помощи раненым во время русско-японской войны).